# Волон (Верхняя Сона)
Воло́н (фр. Volon) — коммуна во Франции, находится в регионе Франш-Конте. Департамент — Верхняя Сона. Входит в состав кантона Дампьер-сюр-Салон. Округ коммуны — Везуль.
Код INSEE коммуны — 70574.

## География
Коммуна расположена приблизительно в 290 км к юго-востоку от Парижа, в 50 км северо-западнее Безансона, в 33 км к западу от Везуля.
По территории коммуны протекает река Бонд (фр. Bonde).

## Население
Население коммуны на 2010 год составляло 66 человек.
| 1962 | 1968 | 1975 | 1982 | 1990 | 1999 | 2010 |
| ---- | ---- | ---- | ---- | ---- | ---- | ---- |
| 83   | 83   | 63   | 56   | 73   | 70   | 66   |

## Экономика

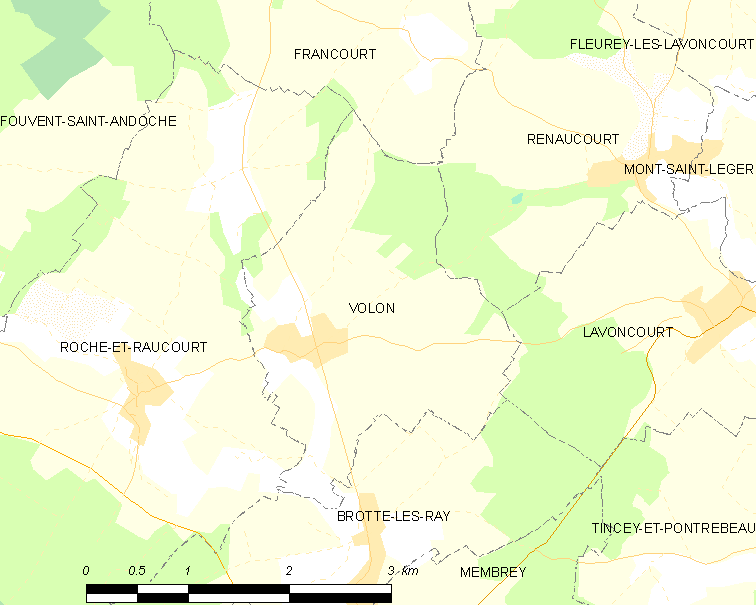
Карта коммуны

В 2010 году среди 53 человек трудоспособного возраста (15—64 лет) 40 были экономически активными, 13 — неактивными (показатель активности — 75,5 %, в 1999 году было 62,5 %). Из 40 активных жителей работали 38 человек (22 мужчины и 16 женщин), безработными было 2 (1 мужчина и 1 женщина). Среди 13 неактивных 5 человек были учениками или студентами, 7 — пенсионерами, 1 были неактивными по другим причинам.